# Georgetown, Sfântul Vincențiu și Grenadinele
Georgetown este un oraș situat pe Insula Sfântul Vincențiu. Este cel mai mare oraș din parohia Charlotte.